# 스카이라인 3
《스카이라인 3》(Skylines, Skyline 3, Skylin3s, SKYLIN3S)는 리투아니아에서 제작된 리암 오도넬 감독의 2020년 SF, 판타지, 액션 영화이다. 조나단 하워드 등이 주연으로 출연하였다. 2017년 영화 스카이라인 2의 후속작이다.
이 영화는 2020년 10월 25일 런던 프라이트페스트 영화제에서 초연되었으며 2020년 12월 18일 미국에서 극장과 애플 TV를 통해(버티컬 엔터테인먼트 배급) 개봉되었다.

## 출연

### 주연
- 조나단 하워드
- 알렉산더 시디그